# Резолюція Ради Безпеки ООН 12
Резолюція Ради Безпеки ООН 12 — резолюція, прийнята 10 грудня 1946 року, яка постановила, що Греції і Югославії буде запропоновано брати участь без права голосу, Албанії та Болгарії буде запропоновано зробити заяви на розгляд Ради, а на більш пізньому етапі Албанію та Болгарію можуть запросити для участі без права голосу.
Пункти 1 і 2 були прийняті одноголосно, а пункт 3 був прийнятий «більшістю голосів». 
«Грецьке питання» було вперше піднято Радянським Союзом у січні 1946 року після заяви про втручання британських військ у внутрішні справи Греції, що викликало напруженість у відносинах з іншими країнами в регіоні.

## Див. також
- Резолюції Ради Безпеки ООН 1-100 (1946—1953)